# Kangaspäänjärvi
Kangaspäänjärvi eller Kankaan Kiljanjärvi är en sjö i Finland. Den ligger i kommunen Reisjärvi i landskapet Norra Österbotten, i den centrala delen av landet, 400 km norr om huvudstaden Helsingfors. Kangaspäänjärvi ligger 117,6 meter över havet. Arean är 68,5 hektar och strandlinjen är 7,17 kilometer lång. Sjön  ingår i Kalajoki älvs huvudavrinningsområde.   I omgivningarna runt Kangaspäänjärvi växer i huvudsak blandskog.